# Phytomyza ranunculiphila
Phytomyza ranunculiphila este o specie de muște din genul Phytomyza, familia Agromyzidae, descrisă de Zlobin în anul 1993. Conform Catalogue of Life specia Phytomyza ranunculiphila nu are subspecii cunoscute.